# Symmetry in Black
Symmetry in Black è il decimo album in studio del gruppo musicale sludge metal Crowbar, pubblicato il 26 maggio 2014.

## Tracce
1. Walk with Knowledge Wisely – 5:21
2. Symmetry in White – 4:08
3. The Taste of Dying – 3:12
4. Reflection of Deceit – 5:00
5. Ageless Decay – 3:40
6. Amaranthine – 2:46
7. The Foreboding – 4:13
8. Shaman of Belief – 3:38
9. Teach the Blind to See – 3:41
10. A Wealth of Empathy – 4:08
11. Symbolic Suicide – 4:21
12. The Piety of Self-Loathing – 3:56

## Formazione
- Kirk Windstein - voce e chitarra
- Matt Brunson - chitarra
- Jeff Golden - basso
- Tommy Buckley - batteria